# Каменец (Ельнинский район)
Камене́ц  — деревня  в  Смоленской области России,  в Ельнинском районе. По состоянию на 2007 год постоянного населения не имеет .  Расположена в юго-восточной части области  в 23 км к юго-востоку от города Ельня, у автодороги  Р96 Новоалександровский(А101)- Спас-Деменск — Ельня — Починок, в 10 км западнее от границы с  Калужской областью. В 6,5 км северо-восточнее деревни железнодорожная станция Теренино на линии Смоленск  - Сухиничи. Входит в состав Теренинского сельского поселения.
Близ деревни найдены залежи строительных песков и гравия.